# Рыцарь Камелота
«Рыцарь Камелота» (англ. A Knight in Camelot) — телефильм 1998 года, снятый компанией Уолта Диснея по мотивам романа Марка Твена «Янки из Коннектикута при дворе короля Артура». Предназначен для семейного просмотра.
Режиссёр — Роджер Янг (Roger Young), сценарист — Джо Визенфилд (Joe Wiesenfeld).

## Сюжет
Современная учёная, доктор физики Вивьен Морган (Вупи Голдберг) случайно попадает в прошлое, в эпоху короля Артура, и оказывается пленницей сэра Саграмура, который ведёт её на суд короля Артура. В суде, кроме рыцарей Круглого стола, принимают участие королева Гвиневра и волшебник Мерлин. Вивьен удаётся убедить короля Артура, что она может быть полезна ему, и король оставляет Вивьен при дворе.
Вивьен не сидит сложа руки, она пытается ввести различные усовершенствования для облегчения труда людей, но её усилия приветствуются далеко не всеми. Она также узнает от слуги Кларенса, что сэр Саграмур когда-то уничтожил его семью, и теперь, когда Кларенс достаточно взрослый, он хочет бросить вызов сэру Саграмуру. Однако именно Вивьен приходится бороться с Саграмуром, поскольку Кларенс не рыцарь.
Бой происходит в главном зале замка. Ход борьбы вызывает смех. В конце концов Вивьен и Кларенс побеждают сэра Саграмура, который в наказание должен покинуть двор короля.
Вивьен убеждает короля Артура инкогнито путешествовать по стране, чтобы увидеть жизнь простого народа. Но путешествие заканчивается арестом и смертным приговором для них. А в то время королева, думая, что её супруг погиб, не может пойти против правил и сэр Ланселот готовится захватить трон.
Но Кларенс спасает Вивьен и короля от виселицы, и они успевают ко двору вовремя, чтобы остановить узурпаторов. В награду за верность король посвящает Кларенса в рыцари, а Вивьен отправляется домой — в XX век.

## В ролях
- Вупи Голдберг — Вивьен Морган
- Майкл Йорк — Король Артур
- Аманда Донохью — королева Гвиневра
- Иэн Ричардсон — Мерлин
- Роберт Эдди — сэр Саграмур
- Саймон Фентон – Кларенс

## Фильмы с похожим сюжетом
- Иван Васильевич меняет профессию (СССР, 1973)
- Новые приключения янки при дворе короля Артура (1988) — советская экранизация той же книги
- Пришельцы (1993), Пришельцы-2 (1998), Пришельцы в Америке (2001), Пришельцы 3 (2016) — французские фильмы
- Чёрный рыцарь (США, 2001) — близкая по сюжету кинокомедия